# Thorsten Feller
Thorsten Feller (* 1. April 1973 in Berlin) ist ein deutscher Schauspieler, Sänger und Fotomodell.

## Leben und Karriere
Thorsten Feller wuchs in Berlin auf und begann im Alter von zwölf Jahren, Gitarre zu spielen. Während seiner Schulzeit spielte er drei Jahre lang in der Theatergruppe der Schule. Nach dem Abitur begann er 1993 zunächst ein Studium der Politikwissenschaften an der Freien Universität Berlin. Seit 1994 arbeitete er nebenbei als (Foto)Modell, u. a. für Boss und Vivienne Westwood und spielte in einer Blues-Rock-Band. Sein Schauspieldebüt gab er 1996 in dem französischen Kinofilm Auch Männer mögen’s heiß!. Kurz darauf bekam er eine der Hauptrollen in der RTL-Comedyserie Happiness.
Feller wurde vor allem durch die Rolle des Kai Flemming in der RTL-Soap Unter uns bekannt, die er von 1998 bis 2000 verkörperte. Zwischenzeitlich war er mit seiner Serienpartnerin Isabel Florido liiert. Nach seinem Ausstieg spielte er in diversen Filmen wie Mädchen, Mädchen, Erkan & Stefan, Feuer, Eis & Dosenbier und Soloalbum. Von 2002 bis 2004 spielte er in der Filmreihe Inspektor Rolle an der Seite von Rufus Beck den Ermittler Karsten Schmidt. In den Jahren 2006 und 2007 war er in der Sat.1-Telenovela Verliebt in Berlin als Paolo Amendola zu sehen. In der im Jahre 2012 gedrehten Sitcom Sekretärinnen – Überleben von 9 bis 5 (RTL) spielte er die Hauptrolle des Markus Schöner.
Thorsten Feller brachte außerdem am 5. Juli 1999 unter dem Namen Feller die Musiksingle Atlantis (ein Cover des Songs von Donovan) heraus. Anfang der 1990er Jahre fungierte er bereits in Dieter Bohlens Projekt Blue System als Gitarrist. 2004 steuerte er den Titelsong Besser als Liebe zum Film Besser als Schule bei, in dem er auch die Hauptrolle des Marc spielte. Auch in der Serie Sekretärinnen – Überleben von 9 bis 5 fungierte Thorsten Feller als Sänger: In der achten Folge (Das Jubiläum) gab er den Elvis-Presley-Song You are always on my mind zum Besten.
2018 spielte Feller im Karlsruher Kammertheater im Stück Der Herztrittmacher die Rolle des Niederländers Dick (Regie Christian Kühn).

## Filmografie

### Filme
- 1996: Auch Männer mögen’s heiß! (Pédale douce)
- 2001: Mädchen, Mädchen
- 2002: Feuer, Eis & Dosenbier
- 2002: Superstar (Kurzfilm)
- 2003: Soloalbum
- 2003: Die Drachentöter (Kurzfilm)
- 2004: Besser als Schule
- 2005: Erkan & Stefan in Der Tod kommt krass
- 2006: Free Rainer – Dein Fernseher lügt
- 2008: Limp ID (Kurzfilm)
- 2009: Bruderliebe (Kurzfilm)
- 2010: Konsum der Romantik (Kurzfilm)

### Fernsehfilme
- 2002: Wilde Mädchen – wer küsst Paul?
- 2004: Ein Engel namens Hans-Dieter
- 2004: Unter weißen Segeln – Urlaubsfahrt ins Glück
- 2005: Sex Up – Ich könnt’ schon wieder
- 2005: Siehst du mich?
- 2006: Die Unbeugsamen
- 2006: Krieg der Frauen
- 2007: Vaterherz

### Fernsehserien
- 1997–1998: Happiness
- 1998–2000: Unter uns
- 1999: Dr. Stefan Frank – Der Arzt, dem die Frauen vertrauen – Aus heiterem Himmel
- 1999: Dr. Stefan Frank – Der Arzt, dem die Frauen vertrauen – Die Eröffnung
- 1999: Dr. Stefan Frank – Der Arzt, dem die Frauen vertrauen – Bis ans Ende der Nacht
- 1999: Dr. Stefan Frank – Der Arzt, dem die Frauen vertrauen – Der Todessprung
- 1999: Dr. Stefan Frank – Der Arzt, dem die Frauen vertrauen – Schweigepflicht
- 1999: Operation Phoenix – Auge um Auge
- 1999: Lukas, Staffel 4, Folge 13 (Wenn der Weihnachtsmann zweimal klingelt)
- 2000: Ina & Leo – Vertrauenssache
- 2001: Der Fahnder – Tod eines Strippers
- 2002: Berlin, Berlin – Cousin, Cousine
- 2002: Mit Herz und Handschellen – Doppelmord
- 2002–2004: Inspektor Rolle (5 Folgen)
- 2004: Unter weißen Segeln
- 2005: SOKO Wismar – Brautvater
- 2006: Der Dicke – Schussfahrt
- 2006–2007: Verliebt in Berlin
- 2008: In aller Freundschaft – Folge 407: Die Kraft der Gefühle
- 2008: Klinik am Alex – Kopfsache
- 2009: SOKO Köln – Tod auf dem Rhein
- 2011: Sekretärinnen – Überleben von 9 bis 5
- 2012: Heiter bis tödlich: Fuchs und Gans – Feuer und Flamme
- 2013: Sekretärinnen – Überleben von 9 bis 5